# Henryka Beyer
Pour les articles homonymes, voir Beyer.
Henryka Zofia Maria Beyer de Minterów (originellement : Sophie Marie Henriette, née le 7 mars 1782 à Szczecin, morte le 24 octobre 1855 à Chrzanów (pl) près de Varsovie), sœur cadette de l'architecte Wilhelm Heinrich Minter (de), était une peintre prussienne.

## Sources
- Polski Słownik Biograficzny, tome 1, Cracovie 1935
- Jadwiga i Eugeniusz Szulcowie, Cmentarz ewangelicko-reformowany w Warszawie, Varsovie 1989

- (pl) Cet article est partiellement ou en totalité issu de l’article de Wikipédia en polonais intitulé « Henryka Beyer » (voir la liste des auteurs).